# Louis Gurlitt

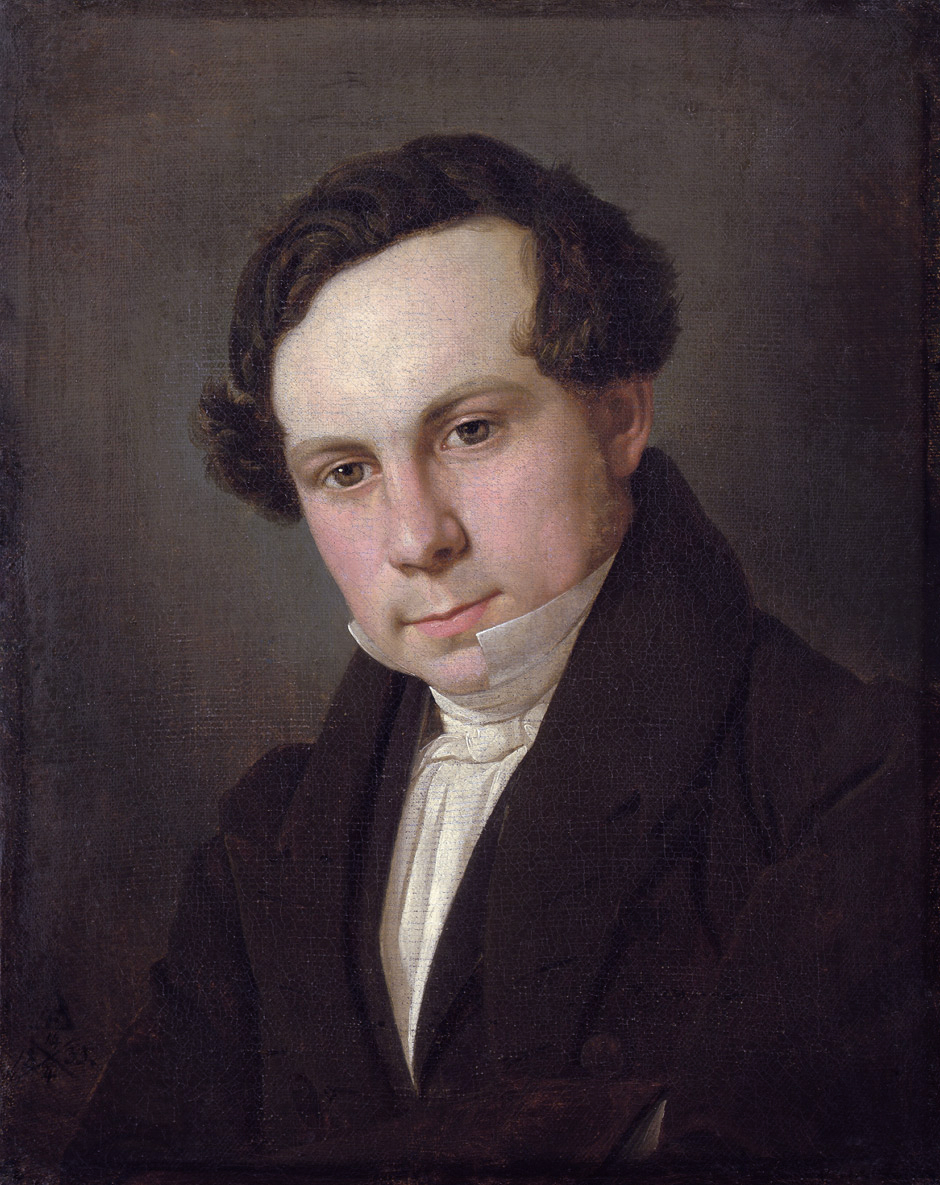
Louis Gurlitt durch Monogrammist AF, 1833

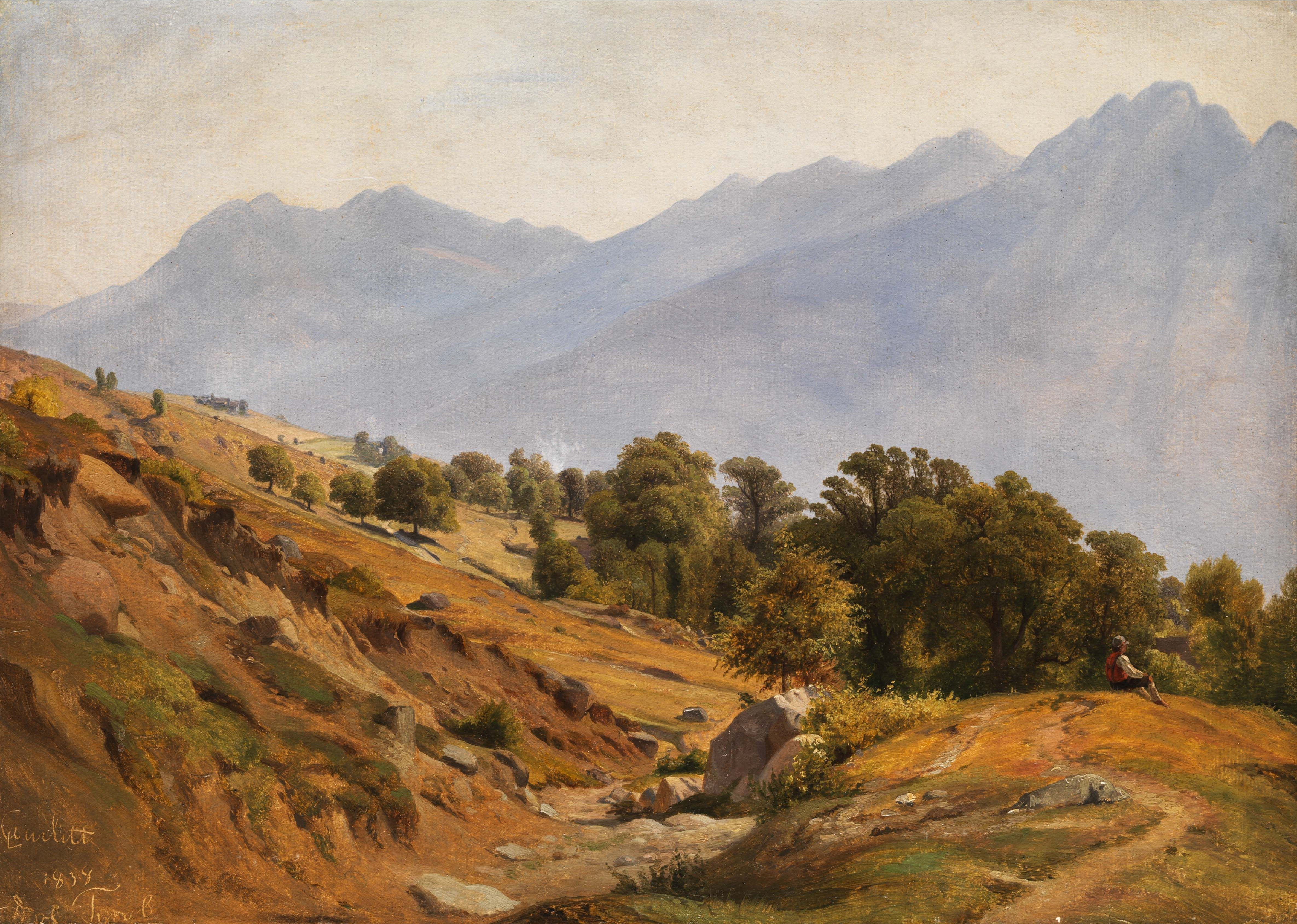
Louis Gurlitt: Gebirgslandschaft der Gegend von Dorf Tirol, 1838

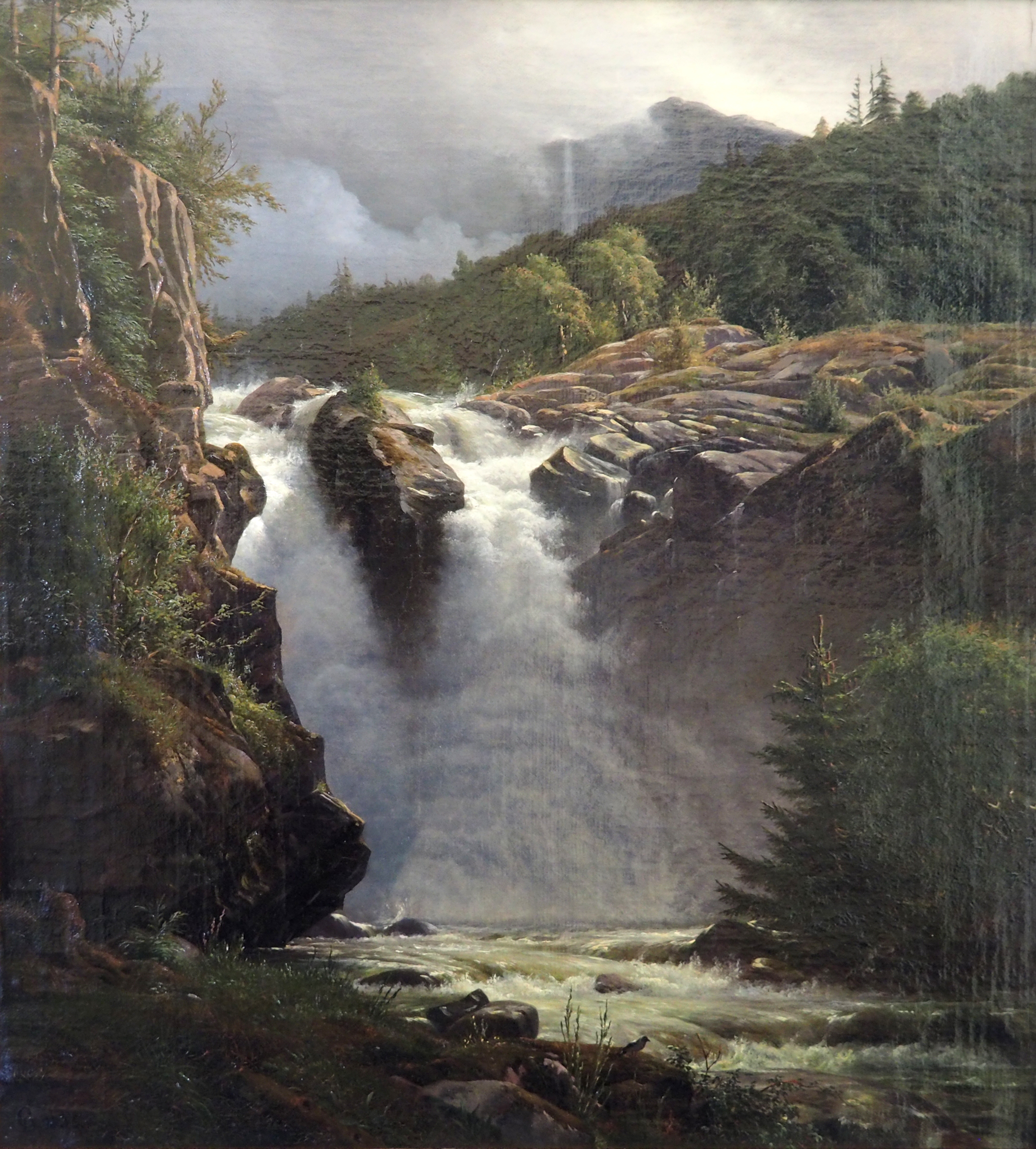
Louis Gurlitt: Norwegischer Wasserfall, 1835 (Museumsberg Flensburg)

Heinrich Louis Theodor Gurlitt, auch Ludwig Gurlitt (* 8. März 1812 in Altona; † 19. September 1897 in Naundorf), war ein deutscher Landschaftsmaler der Hamburger und Düsseldorfer Schule.

## Leben
Louis Gurlitt wurde als Sohn des Golddrahtziehermeisters und späteren Fabrikanten Johann August Wilhelm Gurlitt (1774–1855) und Helene Eberstein (1784–1855) in Altona, das zu der Zeit unter dänischer Verwaltung stand, geboren. Gemeinsam mit 17 Geschwistern wuchs er in ärmlichen Verhältnissen auf. In seiner Schulzeit als Musterschüler bekannt, wurde sein zeichnerisches Talent früh entdeckt und gefördert. Seine erste Ausbildung erhielt er um 1826 bei Anton Carl Dusch und Günther Gensler, einem Freund der Familie, der seine Eltern in Hamburg porträtierte. In den Jahren 1828 bis 1832 war er Schüler und Gehilfe von Siegfried Detlev Bendixen, in der Zeit danach (1832–1834) Schüler der Königlich Dänischen Kunstakademie in Kopenhagen, wo er seine Passion zur Landschaftsmalerei bei Christoffer Wilhelm Eckersberg und Johann Ludwig Lund entwickelte.
1832 reiste Gurlitt in Begleitung seines Freundes Adolph Kiste nach Norwegen. Die Reise verhalf ihm zu einem ausgereiften Stil. 1835 begleiteten ihn seine Malerfreunde Wilhelm Nicolai Marstrand, Johann Paul Mohr und Johann Heinrich Martens zu seiner zweiten Reise nach Norwegen in die Telemark-Region zum Wasserfall Rjukanfossen. Gurlitt reiste allein weiter nach Ullensvang, dann nach Bergen und schließlich nach Ytretoken; er schuf im Herbst 1835 nach vielen weiteren Stationen in Norwegen eindrückliche Gemälde.
1837 vermählte er sich mit der Dänin Elise Saxild, die bereits 1839 verstarb. 1842 zog er nach Düsseldorf, wo er arrivierten Künstlern der Düsseldorfer Malerschule wie Andreas Achenbach und Carl Ferdinand Sohn begegnete. Später unternahm er zahlreiche Studienreisen in fast alle europäischen Länder. Von Anfang 1844 bis Herbst 1846 lebte er in Rom, wo er Mitglied des Deutschen Künstlervereins wurde. Am 5. Juli 1844 verstarb dort seine zweite, erst 1843 angetraute Ehefrau Julie, geborene Bürger (* 1823), an Typhus und wurde auf dem Campo Santo Teutonico bestattet.
Ab 1851 lebte Gurlitt in Wien, wo er laufend an Ausstellungen des 1830 gegründeten Wiener Kunstvereins teilnahm und als einheimischer Künstler geführt wurde. 1855 war er Präsident des Hamburger Künstlervereins von 1832. Auf Anraten befreundeter Künstler und auf Einladung des Gothaer Herzogs Ernst II. übersiedelte Gurlitt im März 1860 in die thüringische Residenzstadt Gotha, wo er im Schloss Mönchhof ein Atelier eingerichtet bekam. Hier lebte auch der Schriftsteller Gustav Freytag, mit dem Gurlitt befreundet war. Gurlitt verbrachte vierzehn schaffensreiche Jahre in Gotha, wurde hoch geschätzt und verehrt. Nach weiteren Zwischenstationen in Dresden und Plauen verlegte der Künstler seinen Hauptwohnsitz nach Steglitz bei Berlin.
Überschattet wurde sein Familienglück zunächst durch den frühen Tod der ersten beiden Ehefrauen. In dritter Ehe war er mit Elisabeth Lewald (1823–1909) vermählt, der Schwester von Fanny Lewald, einer der bedeutendsten deutschen Schriftstellerinnen des Vormärz. Aus der Mitte 1847 in Berlin geschlossenen Ehe gingen sieben Kinder hervor. Wenige Tage nach seiner Goldenen Hochzeit verstarb Gurlitt an seinem Sommerwohnsitz in Naundorf. Begraben wurde er auf dem Kirchhof von Schmiedeberg. Zwölf Jahre später am 28. Dezember 1909 starb seine Frau im 87. Lebensjahr und wurde am Silvesterabend neben ihm beerdigt.
Seine Söhne waren u. a. der Architekturhistoriker Cornelius Gurlitt, der Kunsthändler Fritz Gurlitt, der Pädagoge Ludwig Gurlitt und der Klassische Archäologe Wilhelm Gurlitt (Sohn der zweiten Ehefrau Julie, geborene Bürger). Seine Enkel waren der Kunsthändler Hildebrand Gurlitt, der Musikwissenschaftler Wilibald Gurlitt sowie die Malerin Cornelia Gurlitt (1890–1919). Der Uhrmacher und Schriftsteller Emanuel Gurlitt und der Komponist Cornelius Gurlitt waren seine Brüder. Ein Neffe und Schüler war der Hamburger Maler und Lithograph Eugen Krüger.

## Bedeutende Werke in öffentlichen Sammlungen

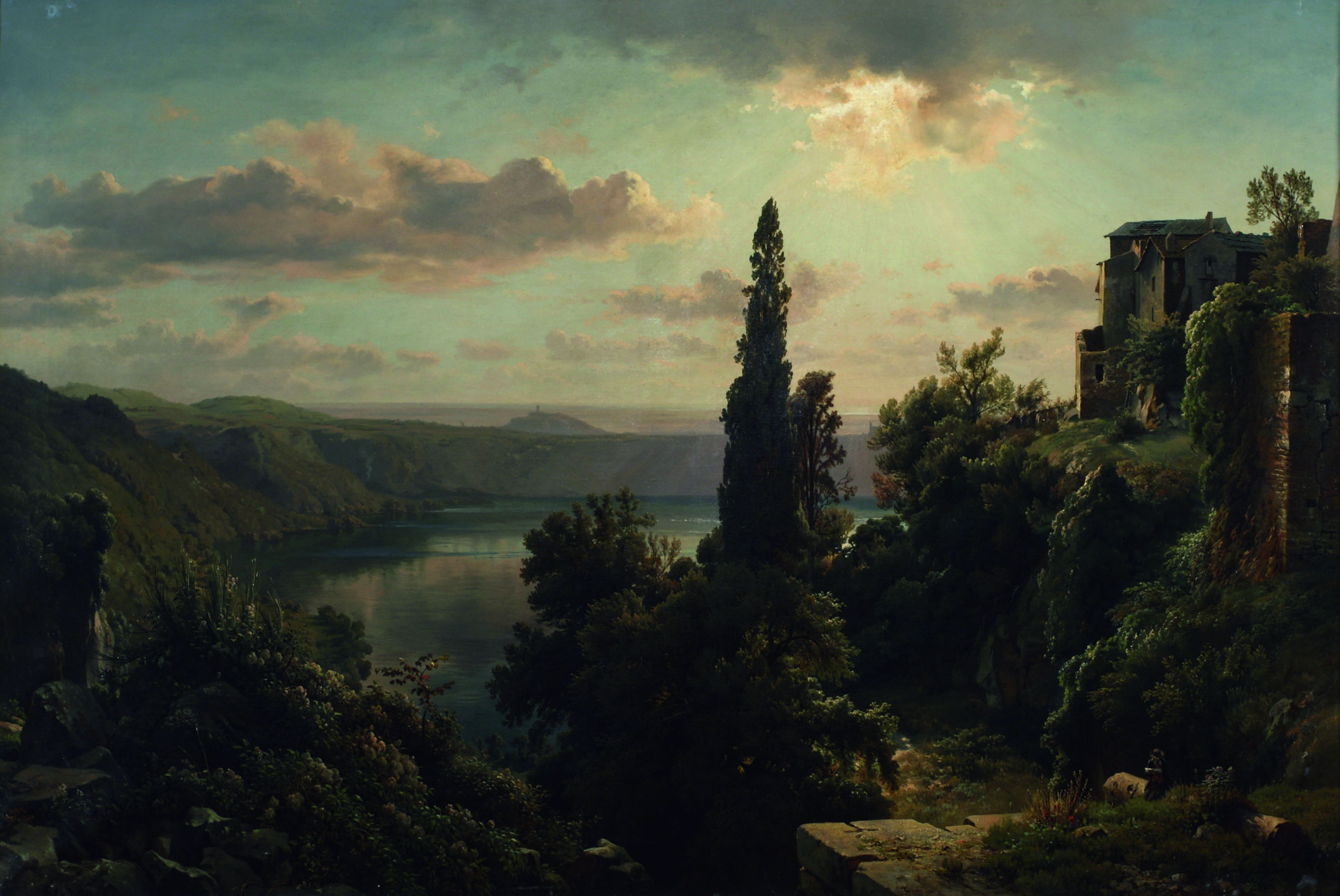
Ansicht des Nemisees im Albanergebirge bei Rom, Kunsthistorisches Museum, Wien

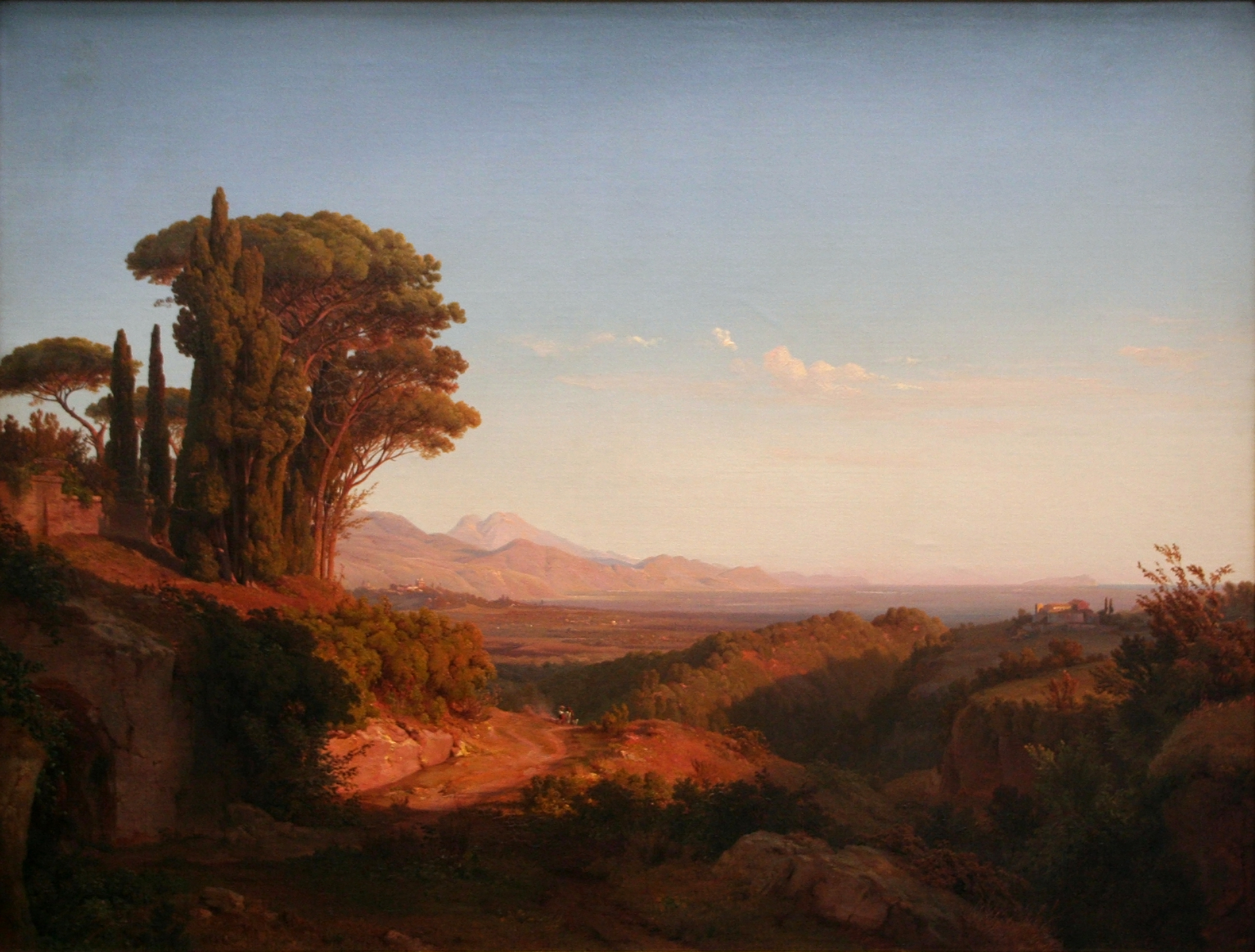
Albaner Berge, Alte Nationalgalerie, Berlin

- Doppelbildnis seiner Brüder Cornelius und Wilhelm Gurlitt als Kinder, 1830, Altonaer Museum
- Papiermühle am Elbstrand bei Neumühle, um 1830, Altonaer Museum
- Norwegischer Wasserfall, 1835, Museumsberg Flensburg
- Vinje-Fjord in Norwegen, 1836, Kunsthalle zu Kiel
- Partie bei Berchtesgarden, 1835, 33 × 41 cm, Alte Pinakothek
- Blick vom Kullen, Skåne, 1838, 60 × 85 cm, Schwedisches Nationalmuseum, Stockholm
- Marina piccola auf Capri, 1842/1846, Schwedisches Nationalmuseum, Stockholm
- Landschaft nahe Himmelbjerget, Jutland, 1842, 135 × 184 cm, Staatliches Kunstmuseum, Kopenhagen
- Italienische Küstenlandschaft, 1844, Museumsberg Flensburg
- Albaner Berge, 1850, 84 × 105 cm  Alte Nationalgalerie, Berlin
- Blick auf den Nemisee im Albanergebirge bei Rom, um 1850, 197 × 157 cm, Schloss Belvedere, Wien
- Akropolis, um 1858, Kunsthalle zu Kiel
- Blick von Stöfs auf die Hohwachter Bucht/Ostsee, 1861, Altonaer Museum
- Die Bucht von Cattaro, 1876, 105 × 146 cm, Bayerische Staatsgemäldesammlungen

## Ausstellungen (Auswahl)
- 2019: Hamburger Schule – Das 19. Jahrhundert neu entdeckt (12. April bis 14. Juli), Hamburger Kunsthalle
- 2018: Faszination Norwegen. Landschaftsmalerei von der Romantik bis zur Moderne (4. März bis 29. August), Museum Kunst der Westküste und Augustinermuseum.